# Sofia Madeira Pereira
Sofia Madeira Pereira (Vitória, 15 de setembro de 2003) é uma ginasta rítmica brasileira, e integrante da Seleção Brasileira de Ginástica Rítmica.

## Carreira
Sofia Madeira deu início à sua trajetória no esporte aos 9 anos de idade no clube Ítalo Brasileiro, em Vitória. No campeonato nacional de 2016 ficou em 15º lugar no Geral Individual e 7º em equipes. Em novembro de 2018 foi selecionada por Camila Ferezin, técnica da Seleção Brasileira, junto com outras cinco ginastas para um período de avaliação para fazer parte do grupo. Em abril de 2020 foi novamente selecionada para um treinamento virtual com a seleção principal, e novamente em janeiro de 2022. No final de 2022 ela se tornou titular do grupo, disputando o Campeonato Sul-Americano onde o Brasil conquistou todas as medalhas de ouro.
No início de 2023 disputou a Copa do Mundo de Atenas, onde a seleção brasileira de conjunto conquistou o bronze no geral e ficou em oitavo lugar em 5 arcos. Em Sófia a seleção ficou em sétimo lugar geral, sexto em 5 arcos e quarto em 3 fitas e 2 bolas. Em maio participou do Mundial de Portimão, o conjunto ficou em oitavo lugar geral e depois conquistou a histórica medalha de ouro na final de 5 arcos, a primeira do Brasil em uma Copa do Mundo de Ginástica Rítmica. Em junho foi selecionada para o Campeonato Pan-Americano, onde o grupo conquistou o ouro nas três provas.
Em agosto de 2023, conquistou junto da seleção brasileira, a vaga olímpica para as Olimpíadas de Paris de 2024, ao ficarem em sexto lugar geral. Um evento histórico para a seleção, já que o Brasil só o tinha feito até então através da vaga dos jogos Pan-Americanos. 
Em 2024, juntamente da Seleção Brasileira, conquistou, novamente na Copa do Mundo de Ginástica Rítmica em Portimão, a medalha de ouro na categoria de 2 bolas e 3 fitas, e a medalha de prata no conjunto geral e em 5 arcos. Em Milão, o Brasil conquistou a sua maior nota somada do circuito até então, além de levarem para casa as medalhas de prata no geral e em 5 arcos. Semanas antes dos Jogos Olímpicos em Paris, a seleção brasileira de conjunto disputou o Mundial em Cluj-Napoca, conquistando a medalha de prata no conjunto geral. Sofia foi convocada, pela primeira vez, para os Jogos Olímpicos em Paris, 2024.